# Kis-Rába
A Kisalföldön, a Rábaközben található a Kis-Rába nevezetű természetes csatorna, amely hozzávetőlegesen 40 km hosszú. A Rába oldalága, amely összeköti vele a Rábcát, nagyjából a Répcével párhuzamosan. Vize a Rábcán és a Mosoni-Dunán keresztül újra visszajut a Rábába Győr mellett. A Kis-Rába Kapuvár folyója.

## Vízterület

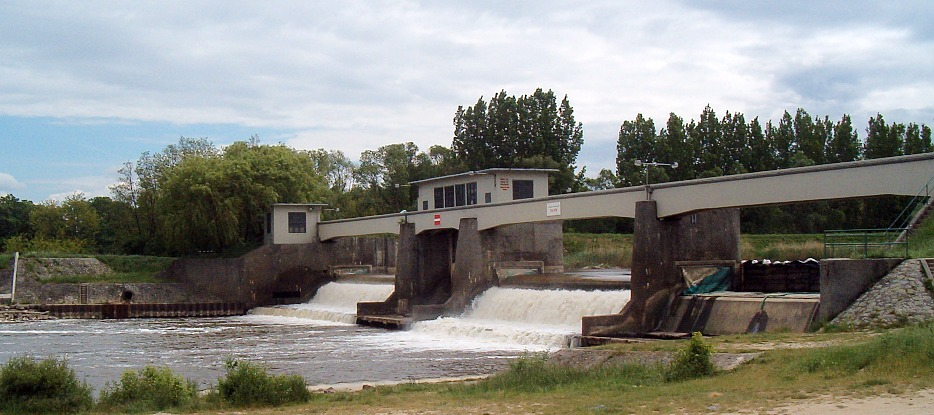
A nicki vízerőmű

Nick határában található a műgát, amely a Rába duzzasztásával lehetővé teszi a Kis-Rába vízzel történő ellátását az év minden időszakában. A nicki műgát 1934-ben épült és ezzel Európa második duzzasztója. 2000-ben újították fel.
A Kis-Rábában lévő vízmennyiséget a kiágazásban zsiliprendszerrel lehet szabályozni. A leágazás kezdettől fogva árvízvédelmi szempontból az egyik legveszélyesebb szakasza a Rábának, emiatt már 421 éve töltést építettek, mely a mai napig is szükséges. A gyors folyású oldalág vize egykor malmokat hajtott. A Miklós-majorig terjedő szakasz végig szabályozott, a vízfolyás mindkét oldalán gátrendszer van kiépítve. A toroktól a Miklós-majorig nagyesésű a folyóvíz, ezen a víz áramlási sebessége és oxigéntartalma nagyobb, mint a Rába folyóé. A víz szélessége 10-15 méter között váltakozik. A vízmélység a zsilipen beeresztett vízmennyiségtől függően változtatható, átlag 1,5-2 méter. A mederfenék többségében kavicsos, sóderes.

## Halállomány
A halfauna szempontjából a Kis-Rábában azonos halak élnek, mint a Rábában, mivel nincsenek lassú folyású szakaszok, mindenütt 1,5-2,3 m/s. a vízsebesség, ezért itt tartósan az áramlást kedvelő reofil fajok tudnak megmaradni. A befolyó mellékágak lassan folyó vizébe - pl. Geráb, Kőris- patak, Répce árapasztó csatorna - a limnofil fajok vannak túlsúlyban. A Kis-Rába fő halai a márna, balin, paduc, harcsa, csuka, keszegfélék.